# Franco Frattini
Franco Frattini, italijanski politik in pravnik, * 14. marec 1957, Rim, † 24. december 2022.
Frattini je v svoji politični karieri bil: minister za regionalne zadeve Italije (1995-96), evropski komisar za pravosodje, svobodo in varnost (2004-08) in dvakrat minister za zunanje zadeve Italije (2002-04, 2008-11).